# Frères Bisson

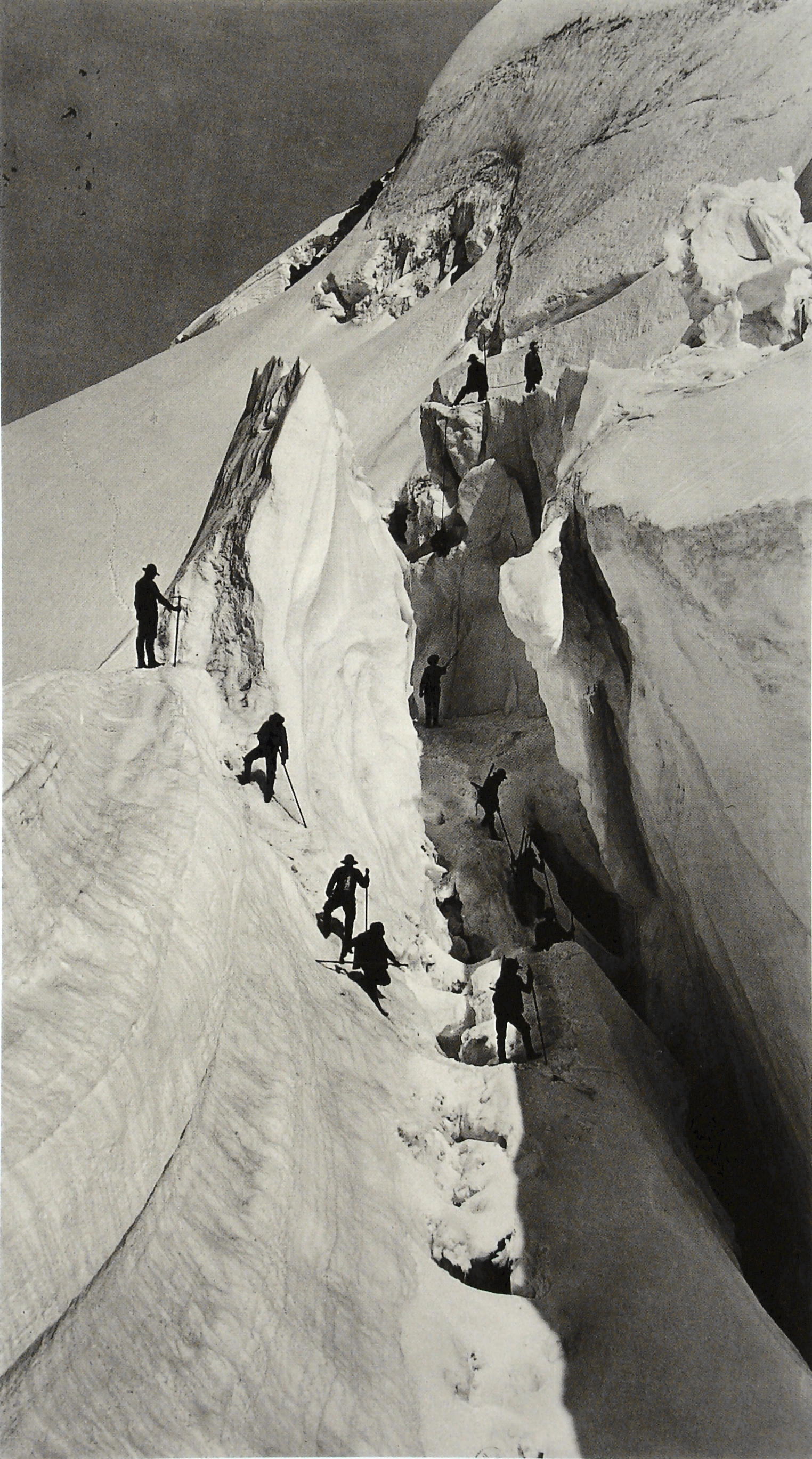
Frères Bisson, La crevasse (Départ), 1862 (zdjęcie wykonane podczas wejścia na Mont Blanc)

Frères Bisson (dosł. bracia Bisson): Louis-Auguste Bisson (1814–1876) i Auguste-Rosalie Bisson (1826–1900) – francuscy fotografowie, w latach 1852–1863 prowadzący w Paryżu studio fotograficzne. Autorzy portretów, reprodukcji dzieł sztuki, zdjęć architektury i widoków Alp.

## Życiorys
Fotografią najpierw zainteresował się starszy z braci, Louis-Auguste, i ich ojciec, który był malarzem heraldycznym. Louis-Auguste uczył się fotografii bezpośrednio od Louisa-Jacquesa-Mandé Daguerre’a . W 1841 wspólnie otworzyli w Paryżu studio , w którym wykonywali dagerotypowe portrety . Atelier – przeniesione wkrótce z domu Bissonów na ul. Saint Germain l’Auxerrois – stało się jednym z bardziej znanych paryskich zakładów, a Louis-Auguste otrzymał propozycję sfotografowania 900 nowo wybranych członków Zgromadzenia Narodowego. Auguste-Rosalie nauczył się fotografowania od ojca i starszego brata, któremu pomagał przy wykonaniu tego monumentalnego zlecenia, znanego pod nazwą Galerie des représentants du peuple. Przez krótki czas Auguste-Rosalie prowadził przy Boulevard des Italiens własne studio, po czym – w 1852 r. – wszedł w spółkę z bratem, dając tym samym początek wspólnemu zakładowi, istniejącemu do końca 1863 roku.
Na początku 1852 r. bracia Bisson zajęli się fotografią architektury. W 1854 otrzymali zlecenie od Daniela Dollfus-Ausseta na wykonanie zdjęć alpejskich lodowców. W 1855 r. Auguste-Rosalie spędził w Alpach miesiąc. W 1859 r. podjął pierwszą próbę zdobycia szczytu Mont Blanc, która jednak nie powiodła się. Sukcesem zakończyła się dopiero trzecia wyprawa, zorganizowana dwa lata później. Na szczycie góry Bisson wykonał trzy fotografie.
Lata 1856–1858 to okres największej prosperity studia braci Bissonów, funkcjonującego wówczas przy Boulevard des Capucines. Obok zwykłych mieszkańców Paryża przyciągało ono nawet władców: Napoleon III Bonaparte i Eugenia odwiedzili je w 1858 r. Po wycofaniu się Dollfus-Ausseta ze współpracy z Bissonami i nieudanych finansowo przedsięwzięciach, 29 grudnia 1863 r. zostało ogłoszone bankructwo firmy.

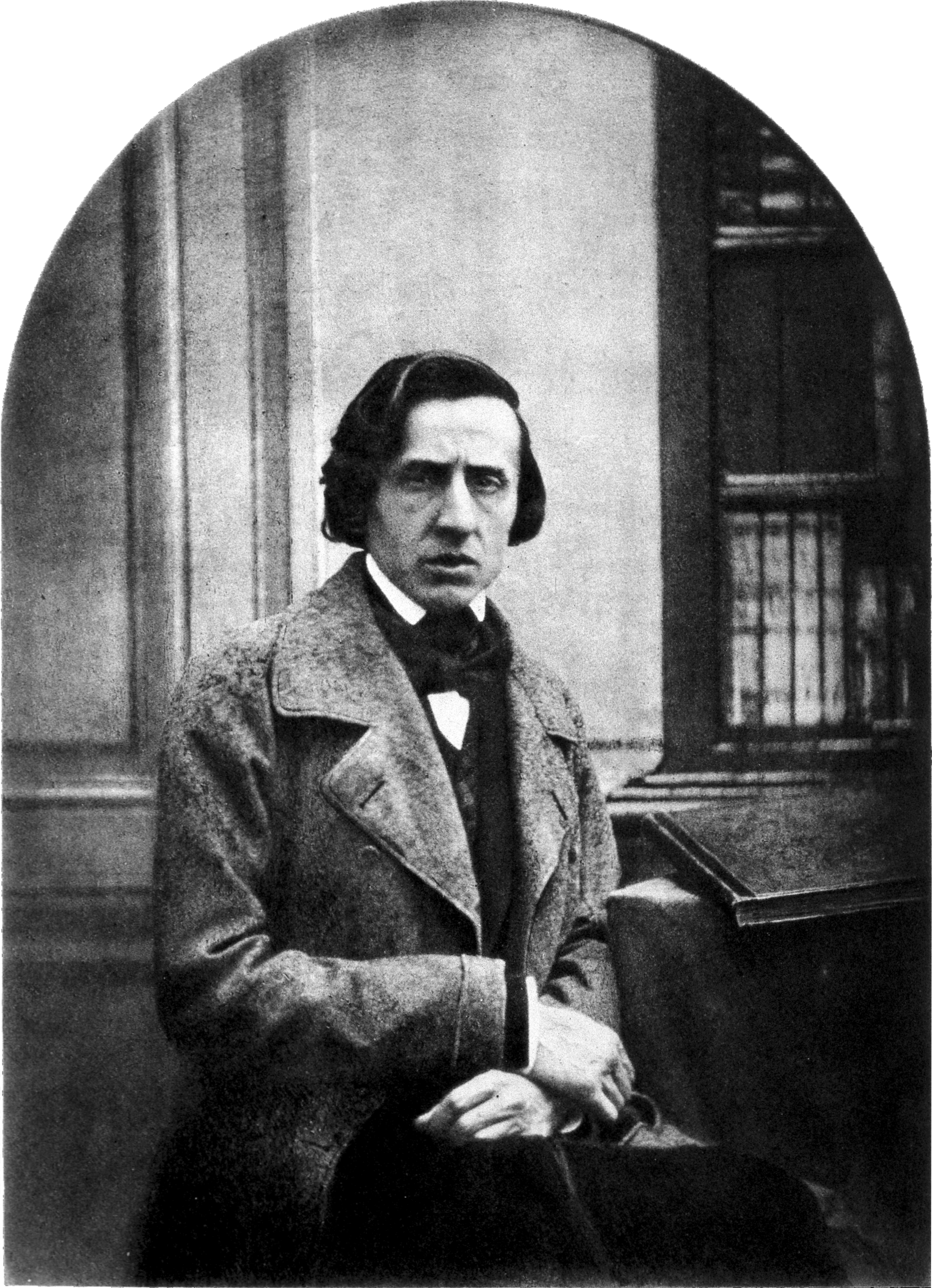
Jedyne zachowane zdjęcie Fryderyka Chopina (wykonane przez braci Bisson)

W 1860 Bisson towarzyszył cesarzowi Napoleonowi III w jego podróży do Sabaudii. Do dzisiaj przetrwała para zdjęć przedstawiająca lokalne pejzaże. W sierpniu tego samego roku Louis-Auguste Bisson sporządził ponad 25 zdjęć cesarza na tle Mont Blanc . Zdjęcia wówczas wykonane powstały w oparciu o proces kolodionowy. Cechowały się bardzo dużym negatywem, którego rozmiar sięgał nawet do 30 × 40 cm. Po przejściu na emeryturę swojego brata Auguste-Rosalie w 1865 roku, nadał wykonywał prace fotografa, w tym celu udał się m.in. w podróż do Egiptu w 1869 r. i wykonał widoki oblężenia Paryża w 1871 r. Dopiero w 1900 r. opatentował heliochromowy proces drukowania fotografii w kolorze tuszem  .
Jedną z najbardziej znanych prac braci Bisson jest jedna z dwóch wykonanych fotografii Fryderyka Chopina. Zdjęcie Chopina oraz większość pozostałych zdjęć wykonanych przez Bissona zostały wystawione we Francuskiej Bibliotece Narodowej na wystawie Les Bisson, która odbyła się w 1999.